# Эскадренные миноносцы типа «Смит»
Эскадренные миноносцы типа «Смит» — серия из пяти эскадренных миноносцев, построенных для ВМС США в 1908—1910 годах и прослуживших до 1919 года.

## Состав серии
| Название | Номер | Верфь | Заложен    | Спущен     | В строю    | Списан     |
| -------- | ----- | ----- | ---------- | ---------- | ---------- | ---------- |
| Smith    | DD-17 | Cramp | 18.03.1908 | 20.04.1909 | 26.11.1909 | 02.09.1919 |
| Lamson   | DD-18 | Cramp | 18.03.1908 | 16.06.1909 | 10.02.1910 | 15.07.1919 |
| Preston  | DD-19 | NY SB | 28.04.1908 | 14.07.1909 | 21.11.1909 | 15.09.1919 |
| Flusser  | DD-20 | Bath  |            | 20.07.1909 | 28.10.1909 | 14.07.1919 |
| Reid     | DD-21 | Bath  | 03.08.1908 | 12.08.1909 | 03.12.1909 | 15.09.1919 |